# Глубокое синее море (пьеса)
«Глубо́кое си́нее мо́ре» (англ. The Deep Blue Sea) — британская пьеса Теренса Реттигена, написанная и изданная в 1952 году. Пьеса была впервые исполнена в Лондоне 6 марта 1952 года под руководством Фрита Банбери и получила похвалу актрисе Пегги Эшкрофт, которая сыграла в спектакле вместе с Кеннетом Мором. В США театр Плимута поставил пьесу в октябре 1952 года из Маргарет Саллаван. Впоследствии пьеса с Саллаван была перенесена в Бродвейский театр, премьера состоялась 5 ноября 1953 года.
Последующие постановки пьесы:
- 1971: Гилдфорд, с Изабель Дин[англ.] в главной роли[5]
- 1973: Ноттингем, так же с Изабель Дин
- 1993: Алмейда, Лондон, с Пенелопой Уилтон и Лайнас Роуч[6][7]
- 1997: Театр королевской биржи[англ.] (Манчестер) с Сьюзан Вулдридж[англ.] в роли Эстер Коллиер и Дэвид Филдер в роли мистера Миллера. Режиссёр — Марианна Эллиот[англ.].
- 1998: Roundabout Theatre Company, Нью-Йорк, Блайт Даннер, Эдвард Херрманн и Дэвидом Конрадом
- 2003: Театр Ричмонда, Лондон, с Гарриетом Уолтером, Нилом Стейси, Робертом Порталом и Роджером Ллойдом Паком[8]
- 2008: Театр Арно, Гилдфорд, с Гретом Скакки, Дугалдом Брюс-Локхартом и Саймоном Уильямсом[9]
- 2011: Театр в Западном Йоркшире, Лидс, c Максин Пик[англ.] и Лексом Шрапнелем[10]
- 2011: Чичестерский фестивальный театр[англ.], с Амандой Рут, Энтони Калфом и Джоном Хопкинсом[англ.][11]
- 2016: Национальный театр, Лондон, Хелен Маккрори, Питер и Том Салливан Берк[12]

Ещё одна актриса, которая играла Эстер Коллиер, — Пенелопа Кит.